# تشيمونجيه
كانت تشيمونجيه (بالإنجليزية: Chimwenje) جماعة ميليشيات نشطة على حدود كل من زيمبابوي وموزمبيق. وقد تدربت هذه الجماعة على يد عصابات رينامو (RENAMO)، وكانت تحت قيادة أرماندو ماباخ.
وفي عام 1996، ألقي القبض على زعيم المعارضة في زيمبابوي إندابانينجي سيثول في أعقاب فشل محاولة اغتيال الرئيس روبرت موغابي المزعومة على يد ميليشيات تشيمونجيه. وعند إجراء مقابلة مع سيثول، ذكر أن أفراد تشيموينجيه ليسوا أشرارًا، ولكنهم أناس يودون العودة إلى بلاهم.